# Villaseca de Uceda
Villaseca de Uceda es un municipio y localidad española de la provincia de Guadalajara, en la comunidad autónoma de Castilla-La Mancha. El término municipal tiene una población de 57 habitantes (INE 2024).

## Historia
Hacia mediados del siglo XIX, el lugar tenía contabilizada una población de 136 habitantes. La localidad aparece descrita en el decimosexto volumen del Diccionario geográfico-estadístico-histórico de España y sus posesiones de Ultramar de Pascual Madoz de la siguiente manera:

VILLASECA DE UCEDA: v. con ayunt. en la prov. de Guadalajara (4 leg.), part. jud. de Tamajon (5), aud. terr. de Madrid (9), c. g. de Castilla la Nueva, dióc. de Toledo (20). sit. en llano con buena ventilacion y saludable clima; tiene 32 casas; la consistorial; una igl. parr. servida por un cura y un sacristan: confina el térm. con los de Matarrubia, Fuente la Higuera, Val de Ñuño y el Cubillo; dentro de él se encuentran varias fuentes de buenas aunque escasas aguas: El terreno que participa de quebrado y llano, es de mediana calidad. caminos: los locales, de herradura y en mal estado. prod.: cereales y legumbres; se cria ganado lanar y vacuno. ind.: la agrícola. comercio: esportacion del sobrante de frutas é importacion de los art. que faltan. pobl.: 26 vec. 136 alm. cap. prod.: 781,750 rs. imp.: 38,540. contr.: 2,927.
(Madoz, 1850, p. 284)

## Demografía
Villaseca de Uceda cuenta con una población de 57 habitantes (INE 2024).
| Gráfica de evolución demográfica de Villaseca de Uceda entre 1842 y 2021                                            |
| |
| Población de derecho según los censos de población del INE Población de hecho según los censos de población del INE |

| 65            | 65 | 67 | 76 | 50 | 48 |
| (Fuente: INE) |    |    |    |    |    |